# Jangawad, Badami
Jangawad là một làng thuộc tehsil Badami, huyện Bagalkot, bang Karnataka, Ấn Độ.